# Mitică Constantin
Mitica Constantin (Rumania, 18 de agosto de 1962) es una atleta rumana retirada especializada en la prueba de 1500 m, en la que consiguió ser subcampeona europea en pista cubierta en 1988.

## Carrera deportiva
En el Campeonato Europeo de Atletismo en Pista Cubierta de 1988 ganó la medalla de plata en los 1500 metros, con un tiempo de 4:06.16 segundos, tras su paisana Doina Melinte y por delante de la alemana Brigitte Kraus.